# Centrum Informacyjne Rządu
Centrum Informacyjne Rządu (CIR) – komórka organizacyjna Kancelarii Prezesa Rady Ministrów, odpowiedzialna za relacje i kontakty Premiera i Rady Ministrów z mediami i obywatelami. Jest organem upoważnionym do udzielania odpowiedzi w imieniu Rządu RP, oraz podległych im struktur KPRM na zadawane pisemne pytania. Główną podstawą prawną do udzielania odpowiedzi przez CIR jest ustawa o dostępie do informacji publicznej oraz prawo prasowe. CIR stanowi zaplecze dla funkcjonowania rzecznika prasowego rządu. 
W styczniu 2012 strony internetowe KPRM zostały przejęte przez włamywaczy w proteście przeciwko przyjęciu przez polski rząd umowy ACTA.
Centrum Informacyjne Rządu realizuje zadania w zakresie:
- obsługi informacyjnej i prasowej Rady Ministrów, Prezesa Rady Ministrów, wiceprezesów Rady Ministrów, członków Kierownictwa Kancelarii oraz organów pomocniczych i opiniodawczo-doradczych Rady Ministrów, a także obsługi merytorycznej, organizacyjnej i kancelaryjno-biurowej sekretarza stanu, Rzecznika Prasowego Rządu;

- tworzenia i udostępniania stron Biuletynu Informacji Publicznej właściwych dla Kancelarii, merytorycznej obsługi stron internetowych Kancelarii, a także public relations, w tym:
- wydawania publikacji informacyjno-promocyjnych o pracach Rady Ministrów, działaniach Prezesa Rady Ministrów oraz o innych wydarzeniach związanych z działalnością Kancelarii
- prowadzenia kampanii informacyjnych dotyczących prac Prezesa Rady Ministrów,
- prowadzenia dokumentacji fotograficznej wydarzeń z udziałem Prezesa Rady Ministrów,

- koordynacji aktywności ministerstw i urzędów wojewódzkich w mediach społecznościowych,
- prowadzenia korespondencji Prezesa Rady Ministrów dotyczącej zaproszeń, patronatów, konkursów i próśb o wsparcie charytatywne;

- udzielania odpowiedzi w zakresie dostępu do informacji publicznej, we współpracy z właściwymi komórkami organizacyjnymi Kancelarii, w tym wykonywania zadań związanych z ponownym wykorzystaniem informacji publicznej, niezastrzeżonych dla innych komórek organizacyjnych;

- wynikającym z regulacji dotyczących organizacji w Kancelarii lotów Prezesa Rady Ministrów oraz innych osób zajmujących kierownicze stanowiska państwowe – we współpracy z właściwymi komórkami organizacyjnymi Kancelarii;

- obsługi medialnej wizyt i spotkań krajowych oraz międzynarodowych Prezesa Rady Ministrów, a także wizyt w Rzeczypospolitej Polskiej gości zagranicznych Prezesa Rady Ministrów[5].

## Struktura
W ramach CIR, na czele którego stoi Dyrektor, funkcjonuje obecnie 8 wydziałów i zespołów:
- Wydział Komunikacji Internetowej
- Wydział Komunikacji Społecznej
- Wydział Obsługi Administracyjnej i Informacji Publicznej
- Wydział Monitoringu
- Wydział Organizacyjno-Protokolarny
- Wydział Obsługi Medialnej
- Zespół Listów i Patronatów
- Zespół Obsługi Rzecznika Prasowego.

Funkcję Dyrektora Centrum Informacyjnego Rządu od stycznia 2024 pełni Kamila Terpiał.